# رودريغو غوميز
رودريغو غوميز (بالإسبانية: Rodrigo Gómez)‏ (2 يناير 1993 بسانتا في في الأرجنتين - ) هو مدرب كرة قدم ولاعب كرة قدم أرجنتيني في مركز الوسط.

## وصلات خارجية
- رودريغو غوميز على موقع قاعدة بيانات كرة القدم.إي يو (الإنجليزية)
- رودريغو غوميز على موقع Soccerway.com (الإنجليزية)
- رودريغو غوميز على موقع AS.com (الإسبانية)